# تشنارهيل (مقاطعة دلفان)
تشنارهيل (بالفارسية: چنارهیل) هي قرية تقع في قسم كاكاوند الغربي الريفي (مقاطعة دلفان) في إيران. يقدر عدد سكانها بـ 42 نسمة .